# Smithville (Texas)
Smithville è un centro abitato degli Stati Uniti d'America, situato nella contea di Bastrop dello Stato del Texas. Secondo il censimento effettuato nel 2010 la popolazione ammontava a 3,817. Fa parte della Greater Austin Metropolitan Area.

## Geografia
Smithville è situata nella parte sud-orientale della contea, a 30°00′26″N 97°09′18″W. Si trova 12 miglia (19 km) a sud-est di Bastrop e 42 miglia (68 km) a sud-est di Austin.

### Clima
| Mese                | Mesi | Mesi | Mesi  | Mesi  | Mesi  | Mesi  | Mesi | Mesi | Mesi | Mesi | Mesi | Mesi  | Stagioni | Stagioni | Stagioni | Stagioni | Anno    |
| Mese                | Gen  | Feb  | Mar   | Apr   | Mag   | Giu   | Lug  | Ago  | Set  | Ott  | Nov  | Dic   | Inv      | Pri      | Est      | Aut      | Anno    |
| ------------------- | ---- | ---- | ----- | ----- | ----- | ----- | ---- | ---- | ---- | ---- | ---- | ----- | -------- | -------- | -------- | -------- | ------- |
| T. max. media (°C)  | 16   | 18   | 23    | 24    | 28    | 31    | 33   | 34   | 33   | 29   | 24   | 16    | 16,7     | 25       | 32,7     | 28,7     | 25,8    |
| T. min. media (°C)  | 4    | 8    | 14    | 18    | 21    | 22    | 25   | 26   | 22   | 18   | 13   | 0     | 4        | 17,7     | 24,3     | 17,7     | 15,9    |
| Precipitazioni (mm) | 43,4 | 67,3 | 140,0 | 157,0 | 136,7 | 189,5 | 21,3 | 17,3 | 46,5 | 81,8 | 78,7 | 243,8 | 354,5    | 433,7    | 228,1    | 207,0    | 1 223,3 |

## Istruzione
La città è servita dal Smithville Independent School District, ed è la casa dei Smithville High School Tigers.

## Società

### Evoluzione demografica
| Anno       | Popolazione | ±%     |
| ---------- | ----------- | ------ |
| 1890       | 616         | Note:  |
| 1900       | 2,577       | 318.3% |
| 1910       | 3,167       | 22.9%  |
| 1920       | 3,204       | 1.2%   |
| 1930       | 3,296       | 2.9%   |
| 1940       | 3,100       | −5.9%  |
| 1950       | 3,379       | 9.0%   |
| 1960       | 2,933       | −13.2% |
| 1970       | 2,959       | 0.9%   |
| 1980       | 3,470       | 17.3%  |
| 1990       | 3,196       | −7.9%  |
| 2000       | 3,901       | 22.1%  |
| 2010       | 3,817       | −2.2%  |
| Stima 2015 | 4,101       | 7.4%   |

Secondo il censimento del 2000, c'erano 3,901 persone, 1,491 nuclei familiari e 990 famiglie residenti nella città. La densità di popolazione era di 1,112.7 persone per miglio quadrato (429.1/km²). C'erano 1,672 unità abitative a una densità media di 476.9 per miglio quadrato (183.9/km²). La composizione etnica della città era formata dal 78.01% di bianchi, il 14.53% di afroamericani, lo 0.31% di nativi americani, lo 0.41% di asiatici, il 5.10% di altre razze, e l'1.64% di due o più etnie. Ispanici o latinos di qualunque razza erano il 15.43% della popolazione.
C'erano 1,491 nuclei familiari di cui il 31.0% aveva figli di età inferiore ai 18 anni, il 49.0% erano coppie sposate conviventi, il 13.8% aveva un capofamiglia femmina senza marito, e il 33.6% erano non-famiglie. Il 28.6% di tutti i nuclei familiari erano individuali e il 14.6% aveva componenti con un'età di 65 anni o più che vivevano da soli. Il numero di componenti medio di un nucleo familiare era di 2.53 e quello di una famiglia era di 3.15.
La popolazione era composta dal 27.2% di persone sotto i 18 anni, il 7.3% di persone dai 18 ai 24 anni, il 27.3% di persone dai 25 ai 44 anni, il 19.3% di persone dai 45 ai 64 anni, e il 18.9% di persone di 65 anni o più. L'età media era di 37 anni. Per ogni 100 femmine c'erano 88.3 maschi. Per ogni 100 femmine dai 18 anni in su, c'erano 82.9 maschi.
Il reddito medio di un nucleo familiare era di 35,586 dollari, e quello di una famiglia era di 45,163 dollari. I maschi avevano un reddito medio di 33,500 dollari contro i 23,409 dollari delle femmine. Il reddito pro capite era di 16,282 dollari. Circa il 12.1% delle famiglie e il 15.9% della popolazione erano sotto la soglia di povertà, incluso il 21.2% di persone sotto i 18 anni e il 17.9% di persone di 65 anni o più.

## Amministrazione
Il sindaco della città è dal maggio 2016, Scott Saunders, Jr. Egli svolse inoltre il ruolo di consigliere comunale dal maggio 2012 al maggio 2016. Il giudice è Ronald Jones, aiutato da David Herrington.